# Pandanus pseudobathiei
Pandanus pseudobathiei är en enhjärtbladig växtart som beskrevs av Rodolfo Emilio Giuseppe Pichi Sermolli. Pandanus pseudobathiei ingår i släktet Pandanus och familjen Pandanaceae.
Artens utbredningsområde är Madagaskar. Inga underarter finns listade.